# Acosta Glacier
Acosta Glacier är en glaciär i Antarktis som ligger i Västantarktis. Inget land gör anspråk på området. Acosta Glacier ligger 317 meter över havet.
Terrängen runt Acosta Glacier är huvudsakligen kuperad, men platt i den allra närmaste omgivningen. Terrängen runt Acosta Glacier sluttar norrut. Trakten är obefolkad. Det finns inga samhällen i närheten.